# Thank you, FRIENDS!!
《Thank you, FRIENDS!!》是Aqours的单曲。2018年8月1日由Lantis发售。

## 简介
本张单曲为《Love Live! 》企划首次以通贩单曲形式发行的演唱会主题曲，同时也是“Aqours Hop! Step! Jump! Project! ”的一部分。A面曲的《Thank you, FRIENDS!!》是2018年11月17、18日在东京巨蛋举办的“Aqours 4th LoveLive! ～Sailing to the Sunshine～”演唱会的主题曲。B面曲《No.10》取材于《Love Live!》企划中被称为“第10人”的爱好者们（LoveLiver）；成员报数之后，观众也会报出“10”，表示自己是团体的“第10人”。
初回限定盘封入本次演唱会次日（11月18日）的抽选券及Aqours人物卡片一张（共9种），为企划首次将演唱会抽选券封入单曲中。在特定店铺购买可获得店铺特典。
为纪念单曲发卖，Lantis在涩谷TSUTAYA、GAMERS难波店和Animate秋叶原店举办了成员服装展示活动。另外，2018年7月31日起，歌曲在手机游戏《Love Live! 学园偶像祭》中提前配信，至9月3日配信结束。

### 九人獨唱版
《Thank you, FRIENDS!! SOLO CONCERT》为主打曲《Thank you, FRIENDS!!》的九人solo版本，收录了Aqours九位成员单独演唱的版本。该CD于“Aqours 4th LoveLive! ～Sailing to the Sunshine～”演唱会期间在现场先行贩卖，其后开始在Aqours CLUB、L-MART、A!SMART发售。

## 销售成绩
Oricon公信榜方面，单曲首日销量排名日榜第五，最高排名第二位。首週销量98623张，位列週榜第三名；动画歌曲週榜上位列第二名，仅次于发行首週便打破动画角色歌销量记录的《FLY TO THE FUTURE》。单曲同时创下多个纪录：
- 首週销量最高的以动画女性角色名义发行的单曲（之前的纪录保持者为μ's的《MOMENT RING》，96479张[11]）；
- 《Love Live!》企划首週销量最高的单曲（之前的纪录保持者同样为μ's的《MOMENT RING》）；
- Aqours历史上首週销量最高的单曲（之前的纪录保持者为《未来的我们早已知晓》，63491张[12]）。

日本公告牌方面，与在Oricon公信榜的情况相似，单曲在Billboard JAPAN HOT 100排行榜排名第三位，在Billboard JAPAN Hot Animation排行榜排名第二位。
2018年10月，单曲被日本唱片协会认证为金唱片。

## 收录曲目
收录内容中Vocal曲以粗体表示，括号中的中文翻译仅供参考，并非官方翻译。
| CD       | CD                                   | CD           | CD       | CD    |
| 曲序     | 曲目                                 | 作曲         | 编曲     | 时长  |
| -------- | ------------------------------------ | ------------ | -------- | ----- |
| 1.       | Thank you, FRIENDS!!                 | TAKAROT、    | TAKAROT  | 6:23  |
| 2.       | No.10                                | Akira Sunset | APAZZI   | 5:31  |
| 3.       | Thank you, FRIENDS!!                 |              |          | 6:23  |
| 4.       | No.10                                |              |          | 5:31  |
| 5.       | （全力集训！沼津市营球场）（广播剧） |              |          | 17:05 |
| 6.       | （极限生存！鲇壶瀑布）（广播剧）     |              |          | 15:38 |
| 7.       | （竭力攻击！大龙宫城）（广播剧）     |              |          | 18:03 |
| 总时长： | 总时长：                             | 总时长：     | 总时长： | 73:48 |